# MRPL11
MRPL11‏ (Mitochondrial ribosomal protein L11) هوَ بروتين يُشَفر بواسطة جين MRPL11 في الإنسان.